# Bộ thủ Khang Hi

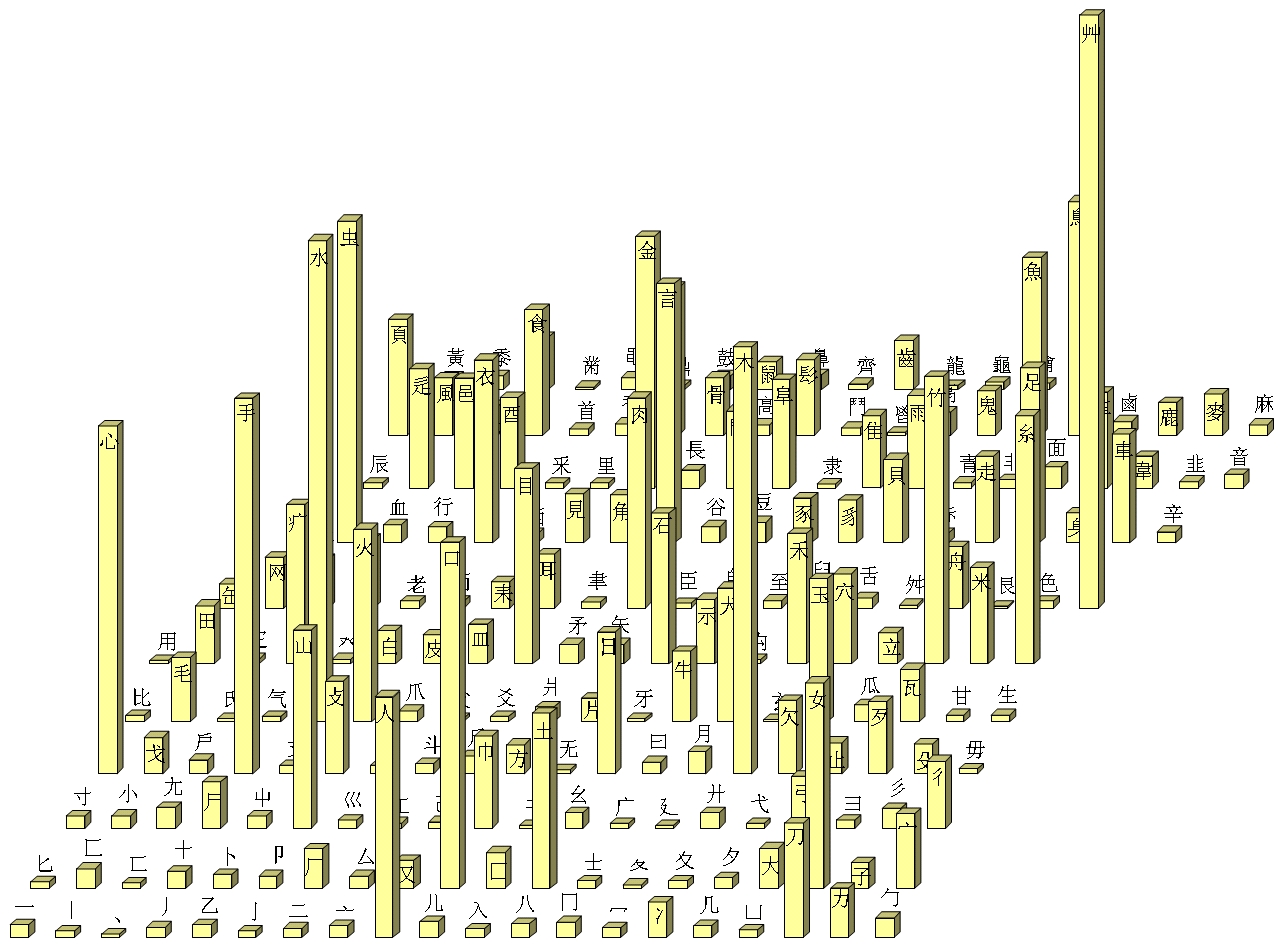
Lược đồ tỷ lệ sử dụng bộ thủ trong Từ điển Khang Hi

Khang Hi Bộ Thủ (康熙部首) là danh sách 214 Bộ thủ của chữ Hán, được liệt kê trong các sách Tự vựng của Mai Ưng Tộ (梅膺祚) và sau đó là sách Khang Hi tự điển. Các bộ thủ được đánh số và sắp xếp theo thứ tự tăng dần của số nét viết nên bộ thủ đó.
Trên máy tính, bộ thủ Khang Hy sử dụng mã unicode U+2F00 – 2FD5, 110 mã bổ sung bộ CJKV U+2E80 – 2EF3 và các dạng biến thể.
Khang Hy tự điển liệt kê 47035 chữ Hán chia làm 214 bộ. Trong đó có 7 bộ hàm chứa hơn 1.000 chữ.

Danh sách tóm tắt 214 bộ thủ trong Khang Hy tự điển.

## Danh sách bộ thủ

### 1 nét
| STT   | Bộ thủ     | Hán Việt     | Bính âm   | Tiếng Nhật      | Tiếng Triều Tiên      | Ngữ nghĩa                                    |
| 1 nét | 1 nét      | 1 nét        | 1 nét     | 1 nét           | 1 nét                 | 1 nét                                        |
| ----- | ---------- | ------------ | --------- | --------------- | --------------------- | -------------------------------------------- |
| 1     | 一         | Nhất (hoành) | yī (héng) | いち-ichi       | 한일-hanil            | Một (1) (còn gọi là nét Hoành hay nét ngang) |
| 2     | 丨         | Cổn (Côn)    | gǔn       | ぼう-bō         | 뚫을곤-ddulheulgon    | Nét sổ dọc                                   |
| 3     | 丶         | Chủ          | zhǔ       | てん-ten        | 점주-jeomju           | Chấm, điểm                                   |
| 4     | 丿, 乀, 乁 | Phiệt        | piě       | の-no           | 삐침별-bbichimbyeol   | Nét sổ xiên                                  |
| 5     | 乙, ⺄, 乚 | Ất           | yǐ        | おつ-otsu       | 새을-saeeul           | Thiên thứ 2 thuộc hàng Can                   |
| 6     | 亅         | Quyết        | jué       | はねぼう-hanebō | 갈고리궐-galgorigweol | Nét sổ dọc có móc câu                        |

### 2 nét
| STT   | Bộ thủ     | Hán Việt                  | Bính âm         | Tiếng Nhật                                       | Tiếng Triều Tiên                                         | Ngữ nghĩa                             |
| 2 nét | 2 nét      | 2 nét                     | 2 nét           | 2 nét                                            | 2 nét                                                    | 2 nét                                 |
| ----- | ---------- | ------------------------- | --------------- | ------------------------------------------------ | -------------------------------------------------------- | ------------------------------------- |
| 7     | 二         | Nhị                       | èr              | ふた-futa                                        | 두이-dui                                                 | Hai (2)                               |
| 8     | 亠         | Đầu                       | tóu             | なべぶた-nabebuta                                | 돼지해머리-dwaejihaemeori                                | Nét trên đầu của một số chữ           |
| 9     | 人,亻,𠆢   | Nhân (nhân đứng nhân nón) | rén             | ひと-hito                                        | 사람인(변)-saramin(byeon)                                | Người                                 |
| 10    | 儿         | Nhân (nhân đi)            | rén (ér)        | にんにょう- ninyō ひとあし- hitoashi (ひと-hito) | 어진사람인발-eojinsaraminbal (사람인(변)-saramin(byeon)) | Chân người (người đang đi)            |
| 11    | 入         | Nhập                      | rù              | いる-iru                                         | 들입-deurip                                              | Vào, nhập vào                         |
| 12    | 八, 丷     | Bát                       | bā              | はちがしら-hachigashira                          | 여덟팔-yeodeolbpal                                       | Tám (8)                               |
| 13    | 冂, ⺆     | Quynh                     | jiōng           | まきがまえ-makigamae                             | 멀경몸-meolgyeongmom                                     | Vùng biên giới xa; hoang địa          |
| 14    | 冖         | Mịch                      | mì              | わかんむり-wakanmuri                             | 민갓머리-mingatmeori                                     | Trùm khăn lên                         |
| 15    | 冫         | Băng                      | bīng            | にすい-nisui                                     | 이수변-isubyeon                                          | Băng, nước đá                         |
| 16    | 几, ⺇     | Kỷ                        | jī              | つくえ-tsukue                                    | 안석궤-anseokgwe                                         | Bàn, ghế dựa                          |
| 17    | 凵         | Khảm                      | qū              | うけばこ-ukebako                                 | 위튼입구몸-witeunipgumom                                 | Há miệng, vật chứa đựng               |
| 18    | 刀, 刂, ⺈ | Đao                       | dāo             | かたな-katana                                    | (선)칼도(방)-(seon)kaldo(bang)                           | Đao kiếm, con dao                     |
| 19    | 力, 力     | Lực                       | lì              | ちから-chikara                                   | 힘력-himryeok                                            | Lực, sức mạnh                         |
| 20    | 勹, 𠂊     | Bao                       | bāo             | つつみがまえ- tsutsumigamae                      | 쌀포봄-ssalpomom                                         | Bọc, gói, bao                         |
| 21    | 匕         | Chủy                      | bǐ              | さじのひ-sajinohi                                | 비수비-bisubi                                            | Thìa, muỗng                           |
| 22    | 匚         | Phương                    | fāng            | はこがまえ-hakogamae                             | 튼입구몸-teunipgumom                                     | Tủ đựng                               |
| 23    | 匸         | Hệ                        | xǐ/xì           | かくしがまえ- kakushigamae                       | 감출혜몸-gamchulhyemom                                   | Che đây, giấu giếm                    |
| 24    | 十         | Thập                      | shí             | じゅう-jyū                                       | 열십-yeolsip                                             | Mười (10), đủ (như thập toàn thập mỹ) |
| 25    | 卜, ⺊     | Bốc                       | bǔ              | ぼくのと-bokunoto                                | 점복-jeombok                                             | Xem bói                               |
| 26    | 卩, ⺋     | Tiết                      | jié             | ふしづくり-fushizukuri                           | 병부절-byeongbujeol                                      | Đốt tre, dán                          |
| 27    | 厂, ⺁     | Hán                       | hàn             | がんだれ-gandare                                 | 민엄호-mineomho                                          | Sườn núi                              |
| 28    | 厶         | Tư (Khư)                  | sī              | む-mu                                            | 마늘모-maneulmo                                          | Riêng tư, cá nhân                     |
| 29    | 又         | Hựu                       | yòu             | また mata                                        | 또우-ddou                                                | Lại nữa, một lần nữa                  |
| 149   | 讠         | Ngôn                      | Giản thể của 言 | Giản thể của 言                                  | Giản thể của 言                                          | Giản thể của 言                       |

### 3 nét
| STT   | Bộ thủ        | Hán Việt    | Bính âm         | Tiếng Nhật                 | Tiếng Triều Tiên                          | Ngữ nghĩa                                                                                                   |
| 3 nét | 3 nét         | 3 nét       | 3 nét           | 3 nét                      | 3 nét                                     | 3 nét |
| ----- | ------------- | ----------- | --------------- | -------------------------- | ----------------------------------------- | --- |
| 30    | 口            | Khẩu        | kǒu             | くち-kuchi                 | 입구-ipgu                                 | Miệng (như nhân khẩu). Cửa ra vào (như xuất nhập khẩu)                                                      |
| 31    | 囗            | Vi          | wéi             | くにがまえ-kunigamae       | 큰입구(몸)-keunipgu(mom)                  | Bao quanh, vây quanh (phạm vi)                                                                              |
| 32    | 土            | Thổ         | tǔ              | つち-tsuchi                | 흙토-heulkto                              | Đất |
| 33    | 士            | Sĩ          | shì             | さむらい-samurai           | 선비사-seonbisa                           | Người có học vị (như sĩ tử, sĩ phu, tiến sĩ, bác sĩ, y sĩ) Quan lại, lính (như sĩ quan, chiến sĩ, liệt sĩ), |
| 34    | 夂            | Trĩ (truy)  | zhǐ             | ふゆがしら-fuyugashira     | 뒤져올치-dwijyeoolchi                     | Đến từ phía sau                                                                                             |
| 35    | 夊            | Tuy (suy)   | suī             | すいにょう-suinyō          | 천천히걸을쇠발- cheoncheonhigeoreulsoebal | Đi chậm |
| 36    | 夕            | Tịch        | xī              | ゆうべ-yūbe                | 저녁석-jeonyeokseok                       | Đêm tối |
| 37    | 大            | Đại         | dà              | だい-dai                   | 큰대-keundae                              | To lớn |
| 38    | 女            | Nữ          | nǚ              | おんな-onna                | 계집녀-gyejipnyeo                         | Con gái, phụ nữ                                                                                             |
| 39    | 子            | Tử          | zǐ              | こ-ko                      | 아들자-adeulja                            | Con, đứa trẻ                                                                                                |
| 40    | 宀            | Miên        | mián            | うかんむり-ukanmuri        | 갓머리-gotmeori                           | Mái che, mái nhà                                                                                            |
| 41    | 寸            | Thốn        | cùn             | すん-sun                   | 마디촌-madichon                           | Đơn vị tấc                                                                                                  |
| 42    | 小, ⺌, ⺍    | Tiểu        | xiǎo            | ちいさい-chīsai            | 작을소-jageulso                           | Nhỏ bé |
| 43    | 尢, 兀 (尣)   | Uông        | wāng            | まげあし-mageashi          | 절음발이왕-jeoleumbariwang                | Yếu đuối |
| 44    | 尸            | Thi         | shī             | しかばね-shikabane         | 주검시엄-jugeomsieom                      | Xác chết, thây ma (cương thi)                                                                               |
| 45    | 屮            | Triệt       | chè             | てつ-tetsu                 | 왼손좌-oensonjwa                          | Mầm non, cỏ non mới mọc                                                                                     |
| 46    | 山            | Sơn         | shān            | やま-yama                  | 뫼산-moesan                               | Núi |
| 47    | 巛, 川        | Xuyên       | chuān           | まがりがわ-magarigawa      | 개미허리(내천)- gaemiheori(naecheon)      | Sông |
| 48    | 工            | Công        | gōng            | たくみ-takumi              | 장인공-jangingong                         | Công việc, người thợ, thi công, công trường                                                                 |
| 49    | 己            | Kỷ          | jǐ              | おのれ-onore               | 몸기-momgi                                | Bản thân mình (như tự kỷ)                                                                                   |
| 50    | 巾            | Cân         | jīn             | はば-haba                  | 수건건-sugeongeon                         | Khăn |
| 51    | 干            | Can         | gān             | はば-haba                  | 수건건-sugeongeon                         | Khô Can thiệp Hàng Can                                                                                      |
| 52    | 幺            | Yêu         | yāo             | いとがしら-itogashira      | 작을요-jageulyo                           | Nhỏ nhắn |
| 53    | 广            | Nghiễm      | yǎn             | まだれ-madare              | 엄호-eomho                                | Mái nhà |
| 54    | 廴            | Dẫn         | yín             | いんにょう-innyō           | 민책받침-minchaekbatchim                  | Bước dài |
| 55    | 廾            | Củng        | gǒng            | にじゅうあし-nijyūashi     | 스물입발-sumeuripbal                      | Chắp tay |
| 56    | 弋            | Dặc         | yì              | しきがまえ-shikigamae      | 주살익-jusarik                            | Bắn tên, chiếm lấy                                                                                          |
| 57    | 弓            | Cung        | gōng            | ゆみ-yumi                  | 활궁-hwalgung                             | Cung tên |
| 58    | ⼹, ⺕, 彐 彑 | Ký/Kệ       | jì              | けいがしら-keigashira      | 튼가로왈-teungarowal                      | Đầu con nhím                                                                                                |
| 59    | 彡            | Sam         | shān            | さんづくり-sandzukuri      | 터럭삼-teoreoksam                         | Lông, tóc dài                                                                                               |
| 60    | 彳            | Sách (xích) | chì             | ぎょうにんべん- gyouninben | 두인변-duinbyeon                          | Bước chân trái                                                                                              |
| 61    | 忄            | Tâm         | Dị thể của 心   | Dị thể của 心              | Dị thể của 心                             | Dị thể của 心                                                                                               |
| 64    | 扌            | Thủ         | Dị thể của 手   | Dị thể của 手              | Dị thể của 手                             | Dị thể của 手                                                                                               |
| 94    | 犭            | Khuyển      | Dị thể của 犬   | Dị thể của 犬              | Dị thể của 犬                             | Dị thể của 犬                                                                                               |
| 120   | 纟            | Mịch        | Giản thể của 糸 | Giản thể của 糸            | Giản thể của 糸                           | Giản thể của 糸                                                                                             |
| 140   | 䒑            | Thảo        | Dị thể của 艸   | Dị thể của 艸              | Dị thể của 艸                             | Dị thể của 艸                                                                                               |
| 162   | 辶, ⻌, ⻍    | Sước        | Dị thể của 辵   | Dị thể của 辵              | Dị thể của 辵                             | Dị thể của 辵                                                                                               |
| 163   | ~⻏           | Ấp          | Dị thể của 邑   | Dị thể của 邑              | Dị thể của 邑                             | Dị thể của 邑                                                                                               |
| 168   | 门            | Môn         | Giản thể của 門 | Giản thể của 門            | Giản thể của 門                           | Giản thể của 門                                                                                             |
| 170   | ⻖~           | Phụ         | Dị thể của 阜   | Dị thể của 阜              | Dị thể của 阜                             | Dị thể của 阜                                                                                               |
| 184   | 饣            | Thực        | Giản thể của 食 | Giản thể của 食            | Giản thể của 食                           | Giản thể của 食                                                                                             |
| 187   | 马            | Mã          | Giản thể của 馬 | Giản thể của 馬            | Giản thể của 馬                           | Giản thể của 馬                                                                                             |

### 4 nét
| STT   | Bộ thủ      | Hán Việt   | Bính âm         | Tiếng Nhật               | Tiếng Triều Tiên                                            | Ngữ nghĩa                                         |
| 4 nét | 4 nét       | 4 nét      | 4 nét           | 4 nét                    | 4 nét                                                       | 4 nét                                             |
| ----- | ----------- | ---------- | --------------- | ------------------------ | ----------------------------------------------------------- | ------------------------------------------------- |
| 61    | 心, ⺗ (忄) | Tâm        | xīn             | りっしんべん- risshinben | 마음심(심방변/마음심밑 -maeumsim(simbangbyeon/ maeumsimmit) | Tim, ở giữa                                       |
| 62    | 戈          | Qua        | gē              | かのほこ-kanohoko        | 창과-changgwa                                               | Qua, kích                                         |
| 63    | 戸, 戶, 户  | Hộ         | hù              | とびらのと- tobiranoto   | 지게호-jigeho                                               | Cửa một cánh                                      |
| 64    | 手, 龵 (扌) | Thủ        | shǒu            | て-te                    | 손수(재방변)- sonsu(jaebangbyeon)                           | Tay. Người (như tuyển thủ)                        |
| 65    | 支          | Chi        | zhī             | しにょう-shinyō          | 지탱할지-jitaenghalji                                       | Cành nhánh                                        |
| 66    | 攴, 攵      | Phộc       | pū              | ぼくづくり-bokuzukuri    | 칠복(등글월문)- chilbok(deunggeulweolmun)                   | Đánh khẽ                                          |
| 67    | 文          | Văn        | wén             | ぶんにょう-bunnnyō       | 글월문-geulweolmun                                          | Văn (như văn hóa, văn học), vẻ                    |
| 68    | 斗          | Đẩu        | dǒu             | とます-tomasu            | 말두-maldu                                                  | Cái đấu để cân. Bắc Đẩu                           |
| 69    | 斤          | Cân        | jīn             | おの-ono                 | 날근-nalgeun                                                | Rìu                                               |
| 70    | 方          | Phương     | fāng            | ほう-hō                  | 모방-mobang                                                 | Phương hướng. Vuông (như bình phương, lập phương) |
| 71    | 无, ⺛      | Vô         | wú              | むにょう-munyō           | 이미기방-imigibang                                          | Không có (như vô duyên)                           |
| 72    | 日, ⺜      | Nhật       | rì              | むにょう-munyō           | 이미기방-imigibang                                          | Mặt trời, ngày (như nhật ký)                      |
| 73    | 曰          | Viết       | yuē             | いわく-iwaku             | 가로왈-garowal                                              | Nói rằng                                          |
| 74    | 月, ⺝      | Nguyệt     | yuè             | つき-tsuki               | 달월-dalweol                                                | Mặt trăng, tháng (như bán nguyệt san)             |
| 75    | 木          | Mộc        | mù              | き-ki                    | 나무목-namumok                                              | Cây cối, gỗ                                       |
| 76    | 欠          | Khiếm      | qiàn            | あくび-akubi             | 하품흠-hapumheum                                            | Khuyết thiếu (như khiếm thị, khiếm khuyết)        |
| 77    | 止          | Chỉ        | zhǐ             | とめる-tomeru            | 그칠지-geulchilji                                           | Dừng lại (như đình chỉ, cấm chỉ)                  |
| 78    | 歹, 歺      | Đãi (ngạt) | dǎi             | がつへん-gatsuhen        | 죽을사변-jukeulsabyeon                                      | Xấu, tệ, chết                                     |
| 79    | 殳          | Thù        | shū             | ほこつくり-hokotsukuri   | 갖은등글월문- gajeundeunggeulweolmun                        | Binh khí dài                                      |
| 80    | 毋, 毌      | Vô         | wú              | なかれ-nakare            | 말무-malmu                                                  | Chớ, đừng                                         |
| 81    | 比          | Tỉ/Bỉ      | bǐ              | くらべる-kuraberu        | 견줄비-gyeonjulbi                                           | So sánh (như tỉ thí, tỉ số, tỉ lệ)                |
| 82    | 毛          | Mao        | máo             | け-ke                    | 터럭모-teoreokmo                                            | Lông                                              |
| 83    | 氏          | Thị        | shì             | うじ-uji                 | 각시씨-gaksissi                                             | Dòng họ (như Phan thị)                            |
| 84    | 气          | Khí        | qì              | きがまえ-kigamae         | 기운기엄-giungieom                                          | (không) khí, khí công                             |
| 85    | 水 (氺,氵)  | Thủy       | shuǐ            | みず-mizu                | (아래)물수/(삼수변)- (arae)mulsu/(samsubyeon)               | Nước                                              |
| 86    | 火 (灬)     | Hỏa        | huǒ             | ひ-hi                    | 불화(연화발)- bulhwa(yeonhwabal)                            | Lửa                                               |
| 87    | 爪 (爫, ⺥) | Trảo       | zhǎo            | つめ-tsume               | 손톱조-sontopjo                                             | Móng (như Cửu Âm Bạch Cốt Trảo, Long Trảo Thủ)    |
| 88    | 父          | Phụ        | fù              | ちち-chichi              | 아비부-bu                                                   | Cha, bố                                           |
| 89    | 爻          | Hào        | yáo             | コウ-kō                  | 점괘효-jeomgwaehyo                                          | Hào trong Kinh Dịch                               |
| 90    | 爿, 丬      | Tường      | qiáng           | しょうへん-shōhen        | 장수장변(2)-jangsujangbyeon                                 | Tấm ván gỗ, bức tường                             |
| 91    | 片          | Phiến      | piàn            | かた-kata                | 조각편-jogakpyeon                                           | Mảnh, tấm. Một mặt, một bên (như phiến diện)      |
| 92    | 牙          | Nha        | yá              | きばへん-kibahen         | 어금니아-eogeumnia                                          | Răng. Nanh (như nha sĩ)                           |
| 93    | 牛, 牜, ⺧  | Ngưu       | niú             | うし-ushi                | 소우-sou                                                    | Trâu, bò                                          |
| 94    | 犬 (犭)     | Khuyển     | quǎn            | いぬ-inu                 | 개견-gaegyeon                                               | Chó                                               |
| 43    | 尣          | Uông       | Dị thể của 尢   | Dị thể của 尢            | Dị thể của 尢                                               | Dị thể của 尢                                     |
| 96    | 王, ⺩      | Ngọc       | Dị thể của 玉   | Dị thể của 玉            | Dị thể của 玉                                               | Dị thể của 玉                                     |
| 113   | 礻          | Thị        | Dị thể của 示   | Dị thể của 示            | Dị thể của 示                                               | Dị thể của 示                                     |
| 113   | 耂          | Lão        | Dị thể của 老   | Dị thể của 老            | Dị thể của 老                                               | Dị thể của 老                                     |
| 122   | 肀          | Duật       | Dị thể của 聿   | Dị thể của 聿            | Dị thể của 聿                                               | Dị thể của 聿                                     |
| 130   | ⺼          | Nhục       | Dị thể của 肉   | Dị thể của 肉            | Dị thể của 肉                                               | Dị thể của 肉                                     |
| 140   | 艹          | Thảo       | Dị thể của 艸   | Dị thể của 艸            | Dị thể của 艸                                               | Dị thể của 艸                                     |
| 147   | 见          | Kiến       | Giản thể của 見 | Giản thể của 見          | Giản thể của 見                                             | Giản thể của 見                                   |
| 154   | 贝          | Bối        | Giản thể của 貝 | Giản thể của 貝          | Giản thể của 貝                                             | Giản thể của 貝                                   |
| 159   | 车          | Xa         | Giản thể của 車 | Giản thể của 車          | Giản thể của 車                                             | Giản thể của 車                                   |
| 178   | 韦          | Vi         | Giản thể của 韋 | Giản thể của 韋          | Giản thể của 韋                                             | Giản thể của 韋                                   |
| 182   | 风          | Phong      | Giản thể của 風 | Giản thể của 風          | Giản thể của 風                                             | Giản thể của 風                                   |
| 183   | 飞          | Phi        | Giản thể của 飛 | Giản thể của 飛          | Giản thể của 飛                                             | Giản thể của 飛                                   |

### 5 nét
| STT   | Bộ thủ        | Hán Việt    | Bính âm         | Tiếng Nhật              | Tiếng Triều Tiên                 | Ngữ nghĩa                                                   |
| 5 nét | 5 nét         | 5 nét       | 5 nét           | 5 nét                   | 5 nét                            | 5 nét                                                       |
| ----- | ------------- | ----------- | --------------- | ----------------------- | -------------------------------- | ----------------------------------------------------------- |
| 95    | 玄            | Huyền       | xuán            | げん-gen                | 검을현-geomeulhyeon              | Màu đen bóng. Huyền bí                                      |
| 96    | 玉 (玊,王,⺩) | Ngọc        | yù              | たま-tama               | 구슬옥변-guseulokbyeon           | Đá quý. Vật tròn                                            |
| 97    | 瓜            | Qua         | guā             | うり-uri                | 오이과-oigwa                     | Quả dưa                                                     |
| 98    | 瓦            | Ngõa        | wǎ              | かわら-kawara           | 기와와-giwawa                    | Ngói                                                        |
| 99    | 甘            | Cam         | gān             | あまい-amai             | 달감-dalgam                      | Ngọt (như cam thảo)                                         |
| 100   | 生            | Sinh        | shēng           | うまれる-umareru        | 날생-nalshaeng                   | Sinh đẻ, sinh sống. Người (học sinh, tiên sinh)             |
| 101   | 用            | Dụng        | yòng (shuǎi)    | もちいる-mochīru        | 쓸용-sseulyong                   | Sử dụng, dùng                                               |
| 102   | 田            | Điền        | tián            | た-ta                   | 밭전-batjeon                     | Ruộng                                                       |
| 103   | 疋, ⺪        | Sơ Thất Nhã | pǐ              | ひき-hiki               | 짝필-jjakpil                     | Chân Đơn vị đo chiều dài tấm vải Ngày xưa có nghĩa là 雅    |
| 104   | 疒            | Nạch        | nè              | やまいだれ-yamaidare    | 병질엄-byeongjileom              | Bệnh tật                                                    |
| 105   | 癶            | Bát         | bō              | はつがしら-hatsugashira | 필발머리-pilbalmeori             | Gạt ra, đạp                                                 |
| 106   | 白            | Bạch        | bái             | しろ-shiro              | 흰백-heuinbaek                   | Trắng                                                       |
| 107   | 皮            | Bì          | pí              | けがわ-kegawa           | 가죽피-gajukpi                   | Da (như Biểu bì)                                            |
| 108   | 皿            | Mãnh        | mǐn             | さら-sara               | 그릇명-geureutmyeong             | Bát đĩa                                                     |
| 109   | 目            | mục         | mù              | め-me                   | 눈목-nunmok                      | Mắt. Mục (như mục lục, mục 1 mục 2...)                      |
| 110   | 矛            | Mâu         | máo             | むのほこ-munohoko       | 창모-changmo                     | Cây giáo. Mâu trong Mâu Thuẫn                               |
| 111   | 矢            | Thỉ         | shǐ             | や-ya                   | 화살시-hwasalsi                  | Mũi tên                                                     |
| 112   | 石            | Thạch       | shí             | いし-ishi               | 돌석-dolseok                     | Đá, cục đá                                                  |
| 113   | 示, ⺬ (礻)   | Thị/kỳ      | shì             | しめす-shimesu          | 보일시(변)-boilsi(byeon)         | Thần đất Chỉ thị, bảo cho biết Thị giác. Hiển thị, biểu thị |
| 114   | ⽱            | Nhựu        | róu             | ぐうのあし-gūnoashi     | 짐승발자국유- jimseungbaljagugyu | Vết chân, lốt chân                                          |
| 115   | 禾            | Hòa         | hé              | のぎ-nogi               | 벼화-byeohwa                     | Lúa                                                         |
| 116   | 穴            | Huyệt       | xué             | あな-ana                | 구멍혈-gumeonghyeol              | Hang lỗ. Huyệt mộ                                           |
| 117   | 立            | Lập         | lì              | たつ-tatsu              | 설립-seollip                     | Đứng thẳng. Lập tức, thành lập                              |
| 122   | 罒,⺲         | Võng        | Dị thể của 网   | Dị thể của 网           | Dị thể của 网                    | Dị thể của 网                                               |
| 122   | ⺻            | Duật        | Dị thể của 聿   | Dị thể của 聿           | Dị thể của 聿                    | Dị thể của 聿                                               |
| 145   | 衤            | Y           | Dị thể của 衣   | Dị thể của 衣           | Dị thể của 衣                    | Dị thể của 衣                                               |
| 167   | 钅            | Kim         | Giản thể của 金 | Giản thể của 金         | Giản thể của 金                  | Giản thể của 金                                             |
| 168   | 长            | Trường      | Giản thể của 長 | Giản thể của 長         | Giản thể của 長                  | Giản thể của 長                                             |
| 196   | 鸟            | Điểu        | Giản thể của 鳥 | Giản thể của 鳥         | Giản thể của 鳥                  | Giản thể của 鳥                                             |
| 212   | 龙            | Long        | Giản thể của 龍 | Giản thể của 龍         | Giản thể của 龍                  | Giản thể của 龍                                             |

### 6 nét
| STT   | Bộ thủ            | Hán Việt  | Bính âm         | Tiếng Nhật                | Tiếng Triều Tiên                     | Ngữ nghĩa                                                                                      |
| 6 nét | 6 nét             | 6 nét     | 6 nét           | 6 nét                     | 6 nét                                | 6 nét                                                                                          |
| ----- | ----------------- | --------- | --------------- | ------------------------- | ------------------------------------ | ---------------------------------------------------------------------------------------------- |
| 118   | 竹 (⺮)           | Trúc      | zhú             | たけ-take                 | 대죽-daejuk                          | Tre, trúc                                                                                      |
| 119   | 米                | Mễ        | mǐ              | こめ-kome                 | 쌀미-ssalmi                          | Gạo                                                                                            |
| 120   | 糸 (糹, 纟)       | Mịch      | mì              | いと-ito                  | 실사-silsa                           | Sợi tơ nhỏ                                                                                     |
| 121   | 缶                | Phẫu Phũ  | fǒu             | ほとぎ-hotogi             | 장군부-janggunbu                     | Đồ sành                                                                                        |
| 122   | 网 (罒,⺲, 罓,⺳) | Võng      | wǎng            | あみがしら-amigashira     | 그물망-geumulmang                    | Cái lưới (như Thiên La Địa Võng)                                                               |
| 123   | 羊 (⺶,⺷)        | Dương     | yáng            | ひつじ-hitsuji            | 양양-yangyang                        | Dê. Cừu                                                                                        |
| 124   | 羽                | Vũ        | yǔ              | はね-hane                 | 깃우-=gisu                           | Lông vũ. Lông chim                                                                             |
| 125   | 老 (耂)           | Lão       | lǎo             | おい-oi                   | 늙을로-neulgeullo                    | Già, cao tuổi                                                                                  |
| 126   | 而                | Nhi       | ér              | しかして-shikashite       | 말이을이-malieuri                    | Mà, và                                                                                         |
| 127   | 耒                | Lỗi       | lěi             | らいすき-raisuki          | 가래되-garaedoe                      | Cái cày                                                                                        |
| 128   | 耳                | Nhĩ       | ěr              | みみ-mimi                 | 귀이-gwii                            | Tai, lỗ tai                                                                                    |
| 129   | 聿 (⺻, 肀)       | Duật      | yù              | ふでづくり- fudezukuri    | 붓율-busyul                          | Cây bút                                                                                        |
| 130   | 肉 (⺼)           | Nhục      | ròu             | にく-niku                 | 고기육(육달변)- gogiyuk(yukdalbyeon) | Thịt (như cốt nhục - xương thịt)                                                               |
| 131   | 臣                | Thần      | chén            | しん-shin                 | 신하신-sinhasin                      | Bầy tôi (như thần dân, Tổng lý Đại thần)                                                       |
| 132   | 自                | Tự        | zì              | みずから-mizukara         | 스스로자-seuseuroja                  | Bản thân. Tự làm (không có tác động bên ngoài)                                                 |
| 133   | 至                | Chí       | zhì             | いたる-itaru              | 이를지-ireulji                       | Đến                                                                                            |
| 134   | 臼                | Cữu       | jiù             | うす-usu                  | 절구구(변)-jeolgugu(byeon)           | Cối giã gạo                                                                                    |
| 135   | 舌                | Thiệt     | shé             | した-shita                | 혀설-hyeoseol                        | Lưỡi                                                                                           |
| 136   | 舛                | Suyễn     | chuǎn           | ます-masu                 | 어그러질천- eogeureojilcheon         | Sai suyễn, sai lầm                                                                             |
| 137   | 舟                | Châu      | zhōu            | ふね-fune                 | 배주-baeju                           | Thuyền                                                                                         |
| 138   | 艮                | Cấn       | gēn             | うしとら-ushitora         | 괘이름간-gwaeireumgan                | Quẻ Cấn trong Kinh Dịch Dừng lại, bền vững                                                     |
| 139   | 色                | Sắc       | sè              | いろ-iro                  | 빛색-bitsaek                         | Màu. Sắc (mặt)                                                                                 |
| 140   | 艸 (艹,⻀,䒑)     | Thảo      | cǎo             | くさ-kusa                 | 풀초(초두머리)- pulcho(chodumeori)   | Cỏ                                                                                             |
| 141   | 虍                | Hô        | hū              | とらかんむり- torakanmuri | 범호엄-beomhoeom                     | Vằn vện của con hổ                                                                             |
| 142   | 虫                | Trùng     | chóng           | むし-mushi                | 벌레훼-beollehwe                     | Sâu bọ, côn trùng                                                                              |
| 143   | 血                | Huyết     | xuè             | ち-chi                    | 피혈-pihyeol                         | Máu (như huyết mạch)                                                                           |
| 144   | 行                | Hành/Hàng | xíng            | ぎょう-gyō                | 다닐행-danilhaeng                    | Đi (như hành quân), thi hành, làm được (như học hành) Hàng (như hàng lối, hàng dọc hàng ngang) |
| 145   | 衣 (衤)           | Y         | yī              | ころも-koromo             | 옷의(변)-oseui(byeon)                | Áo, y phục                                                                                     |
| 146   | 襾 (西,覀)        | Á (Tây)   | yà (xī)         | にし-nishi                | 덮을아-deopeura                      | Che đậy. Phía Tây                                                                              |
| 181   | 页                | Hiệt      | Giản thể của 頁 | Giản thể của 頁           | Giản thể của 頁                      | Giản thể của 頁                                                                                |
| 210   | 齐                | Tề        | Giản thể của 齊 | Giản thể của 齊           | Giản thể của 齊                      | Giản thể của 齊                                                                                |

### 7 nét
| STT   | Bộ thủ        | Hán Việt  | Bính âm         | Tiếng Nhật                | Tiếng Triều Tiên                                      | Ngữ nghĩa                                     |
| 7 nét | 7 nét         | 7 nét     | 7 nét           | 7 nét                     | 7 nét                                                 | 7 nét                                         |
| ----- | ------------- | --------- | --------------- | ------------------------- | ----------------------------------------------------- | --------------------------------------------- |
| 147   | 見            | Kiến      | jiàn            | みる-miru                 | 볼견-bolgyeon                                         | Nhìn, thấy (chứng kiến)                       |
| 148   | 角, ⻆        | Giác      | jiǎo            | つの-tsuno                | 뿔각=bbulgak                                          | Góc (như tam giác), sừng (như tê giác)        |
| 149   | 言, 訁, 讠    | Ngôn      | yán             | ことば-kotoba             | 말씀언-malsseumeon                                    | Lời nói, nói (như ngôn ngữ, phát ngôn)        |
| 150   | 谷            | Cốc       | gǔ              | たに-tani                 | 골곡-golgok                                           | Khe núi (như Tuyệt Tình Cốc)                  |
| 151   | 豆            | Đậu       | dòu             | まめ-mame                 | 콩두-kongdu                                           | Hạt đậu, cây đậu                              |
| 152   | 豕            | Thỉ       | shǐ             | いのこ-inoko              | 돼지시-dwaejisi                                       | Con lợn                                       |
| 153   | 豸            | Trĩ/Trãi  | zhì             | むじな-mujina             | 갖은돼지사변- gajeundwaejisabyeon                     | Loài sâu/bò sát không chân                    |
| 154   | 貝 (贝)       | Bối       | bèi             | かい-kai                  | 조개패-jogaepae                                       | Vỏ sò, vỏ ốc Tiền tài, báu vật (như Bảo bối)  |
| 155   | 赤            | Xích      | chì             | あか-aka                  | 붉을적-bulgeuljeok                                    | Màu đỏ (đậm)                                  |
| 156   | 走 (赱)       | Tẩu       | zǒu             | はしる-hashiru            | 달릴주-dallilju                                       | Chạy (như tẩu thoát)                          |
| 157   | 足 (⻊)       | Túc       | zú              | あし-ashi                 | 발족-baljok                                           | Cái chân (như túc cầu). Đầy đủ (như sung túc) |
| 158   | 身            | Thân      | shēn            | み-mi                     | 몸신-momsin                                           | Thân thể, thân mình                           |
| 159   | 車 (车)       | Xa        | chē             | くるま-kuruma             | 수레거-suregeo                                        | Chiếc xe                                      |
| 160   | 辛            | Tân       | xīn             | からい-karai              | 매울신-maeulsin                                       | Cay, vất vả                                   |
| 161   | 辰            | Thần Thìn | chén            | しんのたつ- shinnotatsu   | 별진-byeoljin                                         | Ngôi thứ năm của hàng Chi                     |
| 162   | 辵 (辶,⻌,⻍) | Sước      | chuò zouzhi     | しんにゅう-shinnyū        | 갖은책받침(책받침)- gajeunchaekbatchim (chaekbatchim) | Chợt bước đi chợt dừng lại                    |
| 163   | 邑 (~阝)      | Ấp        | yì              | むら-mura                 | 고을읍(우부방)- goeureup(ububang)                     | Vùng đất, đất phong cho quan                  |
| 164   | 酉            | Dậu       | yǒu             | ひよみのとり- hyominotori | 닭유-dalgyu                                           | Ngôi thứ 10 của hàng Chi                      |
| 165   | 釆            | Biện      | biàn            | のごめ-nogome             | 분별할변- bunbyeolhalbyeon                            | Phân biệt                                     |
| 166   | 里            | Lý        | lǐ              | さと-sato                 | 마을리-maeulli                                        | Dặm (như hải lý), làng xóm                    |
| 182   | 凬            | Phong     | Cổ thể của 風   | Cổ thể của 風             | Cổ thể của 風                                         | Cổ thể của 風                                 |
| 199   | 麦            | Mạch      | Giản thể của 麥 | Giản thể của 麥           | Giản thể của 麥                                       | Giản thể của 麥                               |
| 213   | 龟            | Quy       | Giản thể của 龜 | Giản thể của 龜           | Giản thể của 龜                                       | Giản thể của 龜                               |

### 8 nét
| STT   | Bộ thủ      | Hán Việt      | Bính âm                 | Tiếng Nhật              | Tiếng Triều Tiên                      | Ngữ nghĩa                                            |
| 8 nét | 8 nét       | 8 nét         | 8 nét                   | 8 nét                   | 8 nét                                 | 8 nét                                                |
| ----- | ----------- | ------------- | ----------------------- | ----------------------- | ------------------------------------- | ---------------------------------------------------- |
| 167   | 金 (釒)     | Kim           | jīn                     | かね-kane               | 금-geum                               | Kim loại, vàng, tiền (như hiện kim)                  |
| 168   | 長 (镸, 长) | Trường Trưởng | cháng                   | ながい-nagai            | 길장(변)-giljang(byeon)               | Dài (như Trường Sơn) Đứng đầu nhóm (như Bộ Trưởng)   |
| 169   | 門 (门)     | Môn           | mén                     | もん-mon                | 문문-munmun                           | Cửa 2 cánh Lĩnh vực (như môn học, chuyên môn)        |
| 170   | 阜 (阝~)    | Phụ           | fù                      | ぎふのふ-gifunofu       | 언덕부(좌부변)- eondeokbu(jwabubyeon) | Đống đất, gò đất                                     |
| 171   | 隶          | Đãi           | lì                      | れいづくり-reizukuri    | 미칠이-michiri                        | Theo kịp                                             |
| 172   | 隹          | Chuy          | zhuī                    | ふるとり-furutori       | 새추-saechu                           | Chim đuôi ngắn (nói chung)                           |
| 173   | 雨, ⻗      | Vũ            | yǔ                      | あめ-ame                | 비우-biu                              | Mưa (như vũ kế, hô phong hoán vũ)                    |
| 174   | 青 (靑)     | thanh         | qīng                    | あお-ao                 | 푸를청-pureulcheong                   | Màu xanh lam (như thanh thiên). Trẻ (như thanh xuân) |
| 176   | 靣          | Diện          | Dị thể của 面           | Dị thể của 面           | Dị thể của 面                         | Dị thể của 面                                        |
| 195   | 鱼          | Ngư           | Giản thể của 魚         | Giản thể của 魚         | Giản thể của 魚                       | Giản thể của 魚                                      |
| 205   | 黾          | Mãnh          | Giản thể của 黽         | Giản thể của 黽         | Giản thể của 黽                       | Giản thể của 黽                                      |
| 208   | 鼡          | Thử           | Dị thể của 鼠           | Dị thể của 鼠           | Dị thể của 鼠                         | Dị thể của 鼠                                        |
| 210   | 斉          | Tề            | Kanji Tân tự thể của 齊 | Kanji Tân tự thể của 齊 | Kanji Tân tự thể của 齊               | Kanji Tân tự thể của 齊                              |
| 211   | 齿          | Xỉ            | Giản thể của 齒         | Giản thể của 齒         | Giản thể của 齒                       | Giản thể của 齒                                      |

### 9 nét
| STT   | Bộ thủ      | Hán Việt | Bính âm | Tiếng Nhật              | Tiếng Triều Tiên       | Ngữ nghĩa                                           |
| 9 nét | 9 nét       | 9 nét    | 9 nét   | 9 nét                   | 9 nét                  | 9 nét                                               |
| ----- | ----------- | -------- | ------- | ----------------------- | ---------------------- | --------------------------------------------------- |
| 175   | 非          | Phi      | fēi     | あらず-arazu            | 아닐비-anilbi          | Không đúng (như phi lý)                             |
| 176   | 面 (靣)     | Diện     | miàn    | めん-men                | 낯면-natmyeon          | Mặt, bề mặt (như diện tích)                         |
| 177   | 革          | Cách     | gé      | かくのかわ- kakunokawa  | 가죽혁-gajukhyeok      | Da Thay đổi (như cải cách, cách mạng, cách chức)    |
| 178   | 韋 (韦)     | Vi       | wéi     | なめしがわ- nameshigawa | 가죽위-gajugwi         | Da thú                                              |
| 179   | 韭          | Cửu      | jiǔ     | にら-nira               | 부추구-buchugu         | Rau phỉ (hẹ)                                        |
| 180   | 音          | Âm       | yīn     | おと-oto                | 소리음-sorieum         | Âm thanh, tiếng (động)                              |
| 181   | 頁 (页)     | Hiệt     | yè      | おおがい-ōgai           | 머리혈-meorihyeol      | Trang giấy                                          |
| 182   | 風 (凬, 风) | Phong    | fēng    | かぜ-kaze               | 바람풍-barampung       | Gió. Phong tục                                      |
| 183   | 飛 (飞)     | Phi      | fēi     | とぶ-tobu               | 날비-nalbi             | Bay                                                 |
| 184   | 食 (飠, 饣) | Thực     | shí     | しょく-shyoku           | 밥식(변)-bapsik(byeon) | Ăn (như nhật thực, ẩm thực)                         |
| 185   | 首          | Thủ      | shǒu    | くび-kubi               | 머리수-meorisu         | Cái đầu. Đứng đầu (như thủ lĩnh, thủ tướng, thủ đô) |
| 186   | 香          | Hương    | xiāng   | においこう-nioikō       | 향기향-hyanggihyang    | Mùi hương, hương thơm                               |

### 10 nét
| STT    | Bộ thủ     | Hán Việt  | Bính âm                 | Tiếng Nhật              | Tiếng Triều Tiên                 | Ngữ nghĩa                                        |
| 10 nét | 10 nét     | 10 nét    | 10 nét                  | 10 nét                  | 10 nét                           | 10 nét                                           |
| ------ | ---------- | --------- | ----------------------- | ----------------------- | -------------------------------- | ------------------------------------------------ |
| 187    | 馬 (马)    | Mã        | mǎ                      | うま-uma                | 말마-malma                       | Ngựa                                             |
| 188    | 骨, ⻣, ⾻ | Cốt       | gǔ                      | ほね-hone               | 벼골-byeogol                     | Xương (như tro cốt)                              |
| 189    | 高 (髙)    | Cao       | gāo                     | たかい-takai            | 높을고-nopeulgo                  | Cao, đắt                                         |
| 190    | 髟         | Bưu Tiêu  | biāo                    | かみがしら- kamigashira | 터럭발-teoreokbal                | Tóc dài                                          |
| 191    | 鬥         | Đấu       | dòu                     | とうがまえ-tōgamae      | 싸울투-ssaultu                   | Chiến đấu, chống lại                             |
| 192    | 鬯         | Sưởng     | chàng                   | ちょう-chyō             | 울창주창- ulchangjuchang         | Rượu nếp thơm                                    |
| 193    | 鬲         | Lịch Cách | lì                      | かなえ-kanae            | 다리굽은솥력- darigubeunsotryeok | Món đồ 3 chân giống cái đỉnh Tên một quốc gia cổ |
| 194    | 鬼         | Quỷ       | guǐ                     | おに-oni                | 귀신귀-gwisingwi                 | Ác quỷ                                           |
| 212    | 竜         | Long      | Kanji Tân tự thể của 龍 | Kanji Tân tự thể của 龍 | Kanji Tân tự thể của 龍          | Kanji Tân tự thể của 龍                          |

### 11 nét
| STT    | Bộ thủ  | Hán Việt | Bính âm                 | Tiếng Nhật              | Tiếng Triều Tiên        | Ngữ nghĩa               |
| 11 nét | 11 nét  | 11 nét   | 11 nét                  | 11 nét                  | 11 nét                  | 11 nét                  |
| ------ | ------- | -------- | ----------------------- | ----------------------- | ----------------------- | ----------------------- |
| 195    | 魚 (鱼) | Ngư      | yú                      | うお-uo                 | 물소기어-mulgogieo      | Con Cá                  |
| 196    | 鳥 (鸟) | Điểu     | niǎo                    | とり-tori               | 새조-saejo              | Con Chim                |
| 197    | 鹵      | Lỗ       | lǔ                      | ろ-ro                   | 짠땅로-jjanddangro      | Đất mặn, mỏ muối        |
| 198    | 鹿      | Lộc      | lù                      | しか-shika              | 사슴록-saseumrok        | Hươu (như tuần lộc)     |
| 199    | 麥 (麦) | Mạch     | mài                     | むぎ-mugi               | 보리맥-borimaek         | Lúa tẻ, lúa mạch        |
| 200    | 麻      | Ma       | má                      | あさ-asa                | 삼마-samma              | Cây gai                 |
| 203    | 黒      | Hắc      | Kanji Tân tự thể của 黑 | Kanji Tân tự thể của 黑 | Kanji Tân tự thể của 黑 | Kanji Tân tự thể của 黑 |
| 213    | ⻲      | Quy      | Kanji Tân tự thể của 龜 | Kanji Tân tự thể của 龜 | Kanji Tân tự thể của 龜 | Kanji Tân tự thể của 龜 |

### 12 nét
| STT    | Bộ thủ  | Hán Việt | Bính âm                 | Tiếng Nhật              | Tiếng Triều Tiên           | Ngữ nghĩa               |
| 12 nét | 12 nét  | 12 nét   | 12 nét                  | 12 nét                  | 12 nét                     | 12 nét                  |
| ------ | ------- | -------- | ----------------------- | ----------------------- | -------------------------- | ----------------------- |
| 201    | 黃, 黄  | Hoàng    | huáng                   | きいろ-kīru             | 누를황-nureulhwang         | Màu vàng tươi           |
| 202    | 黍      | Thử      | shǔ                     | きび-kibi               | 기장서-gijangseo           | Lúa nếp                 |
| 203    | 黑 (黒) | Hắc      | hēi                     | くろ-kuro               | 검을흑-geomeulheuk         | Màu đen thui            |
| 204    | 黹      | Chỉ      | zhǐ                     | ふつ-futsu              | 바느질할치- baneujilhalchi | May áo, khâu vá         |
| 211    | ⻭      | Xỉ       | Kanji Tân tự thể của 齒 | Kanji Tân tự thể của 齒 | Kanji Tân tự thể của 齒    | Kanji Tân tự thể của 齒 |

### 13 nét
| STT    | Bộ thủ  | Hán Việt | Bính âm | Tiếng Nhật     | Tiếng Triều Tiên    | Ngữ nghĩa                                          |
| 13 nét | 13 nét  | 13 nét   | 13 nét  | 13 nét         | 13 nét              | 13 nét                                             |
| ------ | ------- | -------- | ------- | -------------- | ------------------- | -------------------------------------------------- |
| 205    | 黽 (黾) | Mãnh Mẫn | mǐn     | べん-ben       | 맹꽁이맹-maengggong | Con ếch. Cố gắng                                   |
| 206    | 鼎      | Đỉnh     | dǐng    | かなえ-kanae   | 솥정-sotjeong       | Cái đỉnh                                           |
| 207    | 鼓, 鼔  | Cổ       | gǔ      | つづみ-tsuzumi | 북고-bukgo          | Cái trống                                          |
| 208    | 鼠 (鼡) | Thử      | shǔ     | ねずみ-nezumi  | 쥐서-jwiseo         | Chuột (như tùng thử con sóc, gặm nhấm giống chuột) |

### 14 nét
| STT    | Bộ thủ  | Hán Việt | Bính âm | Tiếng Nhật | Tiếng Triều Tiên         | Ngữ nghĩa       |
| 14 nét | 14 nét  | 14 nét   | 14 nét  | 14 nét     | 14 nét                   | 14 nét          |
| ------ | ------- | -------- | ------- | ---------- | ------------------------ | --------------- |
| 209    | 鼻      | Tị       | bí      | はな-hana  | 코비-kobi                | Mũi             |
| 210    | 齊 (齐) | Tề       | qí      | せい-sei   | 가지런할제-gajireonhalje | Đều, ngang bằng |

### 15 nét
| STT    | Bộ thủ      | Hán Việt | Bính âm | Tiếng Nhật | Tiếng Triều Tiên | Ngữ nghĩa |
| 15 nét | 15 nét      | 15 nét   | 15 nét  | 15 nét     | 15 nét           | 15 nét    |
| ------ | ----------- | -------- | ------- | ---------- | ---------------- | --------- |
| 211    | 齒 (歯, 齿) | Xỉ       | chǐ     | は-ha      | 이치-ichi        | Răng      |

### 16 nét
| STT    | Bộ thủ          | Hán Việt | Bính âm | Tiếng Nhật | Tiếng Triều Tiên    | Ngữ nghĩa |
| 16 nét | 16 nét          | 16 nét   | 16 nét  | 16 nét     | 16 nét              | 16 nét    |
| ------ | --------------- | -------- | ------- | ---------- | ------------------- | --------- |
| 212    | 龍 (竜, 龙)     | Long     | lóng    | りゅう-ryū | 용룡-yongryong      | Con rồng  |
| 213    | 龜 (⻲, 亀, 龟) | Quy      | guī     | かめ-kame  | 거북이귀-geobugigwi | Con rùa   |

### 17 nét
| STT    | Bộ thủ | Hán Việt | Bính âm | Tiếng Nhật | Tiếng Triều Tiên | Ngữ nghĩa         |
| 17 nét | 17 nét | 17 nét   | 17 nét  | 17 nét     | 17 nét           | 17 nét            |
| ------ | ------ | -------- | ------- | ---------- | ---------------- | ----------------- |
| 214    | 龠     | Dược     | yuè     | やく-yaku  | 피리약-piriyak   | Một loại sáo 3 lỗ |

## Mã Unicode của các bộ thủ
Các bộ thủ sử dụng mã Unicode riêng biệt so với các chữ Hán. Ví dụ như, bộ "nhất" (一) có mã U+2F00 trong khi chữ "nhất" (一) lại có mã là U+4E00. Các bộ thủ phụ thêm được tìm thấy trong các mã Bộ thủ CJK bổ sung (2E80–2EFF).
| Bộ thủ Khang Hy Xem bản PDF              |    |    |    |    |    |    |    |    |    |    |    |    |    |    |    |    |
|                                          | 0  | 1  | 2  | 3  | 4  | 5  | 6  | 7  | 8  | 9  | A  | B  | C  | D  | E  | F  |
| U+2F0x                                   | ⼀ | ⼁ | ⼂ | ⼃ | ⼄ | ⼅ | ⼆ | ⼇ | ⼈ | ⼉ | ⼊ | ⼋ | ⼌ | ⼍ | ⼎ | ⼏ |
| U+2F1x                                   | ⼐ | ⼑ | ⼒ | ⼓ | ⼔ | ⼕ | ⼖ | ⼗ | ⼘ | ⼙ | ⼚ | ⼛ | ⼜ | ⼝ | ⼞ | ⼟ |
| U+2F2x                                   | ⼠ | ⼡ | ⼢ | ⼣ | ⼤ | ⼥ | ⼦ | ⼧ | ⼨ | ⼩ | ⼪ | ⼫ | ⼬ | ⼭ | ⼮ | ⼯ |
| U+2F3x                                   | ⼰ | ⼱ | ⼲ | ⼳ | ⼴ | ⼵ | ⼶ | ⼷ | ⼸ | ⼹ | ⼺ | ⼻ | ⼼ | ⼽ | ⼾ | ⼿ |
| U+2F4x                                   | ⽀ | ⽁ | ⽂ | ⽃ | ⽄ | ⽅ | ⽆ | ⽇ | ⽈ | ⽉ | ⽊ | ⽋ | ⽌ | ⽍ | ⽎ | ⽏ |
| U+2F5x                                   | ⽐ | ⽑ | ⽒ | ⽓ | ⽔ | ⽕ | ⽖ | ⽗ | ⽘ | ⽙ | ⽚ | ⽛ | ⽜ | ⽝ | ⽞ | ⽟ |
| U+2F6x                                   | ⽠ | ⽡ | ⽢ | ⽣ | ⽤ | ⽥ | ⽦ | ⽧ | ⽨ | ⽩ | ⽪ | ⽫ | ⽬ | ⽭ | ⽮ | ⽯ |
| U+2F7x                                   | ⽰ | ⽱ | ⽲ | ⽳ | ⽴ | ⽵ | ⽶ | ⽷ | ⽸ | ⽹ | ⽺ | ⽻ | ⽼ | ⽽ | ⽾ | ⽿ |
| U+2F8x                                   | ⾀ | ⾁ | ⾂ | ⾃ | ⾄ | ⾅ | ⾆ | ⾇ | ⾈ | ⾉ | ⾊ | ⾋ | ⾌ | ⾍ | ⾎ | ⾏ |
| U+2F9x                                   | ⾐ | ⾑ | ⾒ | ⾓ | ⾔ | ⾕ | ⾖ | ⾗ | ⾘ | ⾙ | ⾚ | ⾛ | ⾜ | ⾝ | ⾞ | ⾟ |
| U+2FAx                                   | ⾠ | ⾡ | ⾢ | ⾣ | ⾤ | ⾥ | ⾦ | ⾧ | ⾨ | ⾩ | ⾪ | ⾫ | ⾬ | ⾭ | ⾮ | ⾯ |
| U+2FBx                                   | ⾰ | ⾱ | ⾲ | ⾳ | ⾴ | ⾵ | ⾶ | ⾷ | ⾸ | ⾹ | ⾺ | ⾻ | ⾼ | ⾽ | ⾾ | ⾿ |
| U+2FCx                                   | ⿀ | ⿁ | ⿂ | ⿃ | ⿄ | ⿅ | ⿆ | ⿇ | ⿈ | ⿉ | ⿊ | ⿋ | ⿌ | ⿍ | ⿎ | ⿏ |
| U+2FDx                                   | ⿐ | ⿑ | ⿒ | ⿓ | ⿔ | ⿕ |    |    |    |    |    |    |    |    |    |    |
| Chú thích 1.^ Theo phiên bản Unicode 6.3 |    |    |    |    |    |    |    |    |    |    |    |    |    |    |    |    |

| Bộ thủ CJK bổ sung Xem bản PDF           |    |    |    |    |    |    |    |    |    |    |    |    |    |    |    |    |
|                                          | 0  | 1  | 2  | 3  | 4  | 5  | 6  | 7  | 8  | 9  | A  | B  | C  | D  | E  | F  |
| U+2E8x                                   | ⺀ | ⺁ | ⺂ | ⺃ | ⺄ | ⺅ | ⺆ | ⺇ | ⺈ | ⺉ | ⺊ | ⺋ | ⺌ | ⺍ | ⺎ | ⺏ |
| U+2E9x                                   | ⺐ | ⺑ | ⺒ | ⺓ | ⺔ | ⺕ | ⺖ | ⺗ | ⺘ | ⺙ |    | ⺛ | ⺜ | ⺝ | ⺞ | ⺟ |
| U+2EAx                                   | ⺠ | ⺡ | ⺢ | ⺣ | ⺤ | ⺥ | ⺦ | ⺧ | ⺨ | ⺩ | ⺪ | ⺫ | ⺬ | ⺭ | ⺮ | ⺯ |
| U+2EBx                                   | ⺰ | ⺱ | ⺲ | ⺳ | ⺴ | ⺵ | ⺶ | ⺷ | ⺸ | ⺹ | ⺺ | ⺻ | ⺼ | ⺽ | ⺾ | ⺿ |
| U+2ECx                                   | ⻀ | ⻁ | ⻂ | ⻃ | ⻄ | ⻅ | ⻆ | ⻇ | ⻈ | ⻉ | ⻊ | ⻋ | ⻌ | ⻍ | ⻎ | ⻏ |
| U+2EDx                                   | ⻐ | ⻑ | ⻒ | ⻓ | ⻔ | ⻕ | ⻖ | ⻗ | ⻘ | ⻙ | ⻚ | ⻛ | ⻜ | ⻝ | ⻞ | ⻟ |
| U+2EEx                                   | ⻠ | ⻡ | ⻢ | ⻣ | ⻤ | ⻥ | ⻦ | ⻧ | ⻨ | ⻩ | ⻪ | ⻫ | ⻬ | ⻭ | ⻮ | ⻯ |
| U+2EFx                                   | ⻰ | ⻱ | ⻲ | ⻳ |    |    |    |    |    |    |    |    |    |    |    |    |
| Chú thích 1.^ Theo Unicode phiên bản 6.3 |    |    |    |    |    |    |    |    |    |    |    |    |    |    |    |    |